# Agnieszka Chacińska

Agnieszka Chacińska (2023)

Agnieszka Chacińska (* 13. November 1969) ist eine polnische Molekularbiologin und Hochschullehrerin am Internationalen Institut für molekulare Mechanismen und Maschinen (IMol) der Polnischen Akademie der Wissenschaften.

## Leben und Wirken
Chacińska studierte ab 1993 Biologie an der Universität Warschau und erwarb dort 1998 mit dem Mastergrade ihren Abschluss. Anschließend war sie als Doktorandin am dortigen Institut für Biochemie und Biophysik tätig; 2000 wurde sie mit einer biochemischen Schrift zur Dr. rer. nat. promoviert. Während ihrer Promotion war sie von 1996 bis 1998 als Gastwissenschaftlerin im Labor von Gottfried Schatz am Biozentrum der Universität Basel und 1999 am Max-Planck-Institut für Mikrostrukturphysik in Halle (Saale) tätig. 2001 trat sie eine Stelle als Postdoktorandin bei Nikolaus Pfanner an der Albert-Ludwigs-Universität Freiburg an, ab 2004 leitete sie am dortigen Institut für Biochemie und Molekularbiologie eine Forschungsgruppe. 2008 habilitierte Chacińska sich an der Universität Warschau. Ab 2009 hatte sie einen Lehrstuhl für Zellbiologie an der Universität Warschau inne. Seit demselben Jahr leitet sie das Labor für mitochondriale Biogenese am Institut für molekulare und Zellbiologie der Universität Warschau. 2014 wechselte sie auf einen ordentlichen Lehrstuhl für Biowissenschaften. 2016 erhielt sie zusammen mit Peter Rehling den Copernicus-Preis und wurde in die European Molecular Biology Organization aufgenommen. Von 2017 bis 2019 war sie die Direktorin des Centre of New Technologies der Universität Warschau und war im selben Zeitraum Mitherausgeberin des FEBS Journal. 2021 wechselte Chacińska als Leiterin des Labors für mitochondriale Biogenese an das Internationalen Institut für molekulare Mechanismen und Maschinen der Polnischen Akademie der Wissenschaften und ist seit 2020 Direktorin des dortigen Instituts für molekulare Mechanismen und Maschinen.
2023 wurde Chacińska zum Mitglied in die Deutsche Akademie der Naturforscher Leopoldina gewählt.

## Forschung
Chacińskas Forschungsschwerpunkte liegen in der der Biochemie und den molekularen Aspekten der Zellbiologie. Hierbei konzentriert sie sich vor allem auf die Biogenese, den Transport und den Abbau mitochondrialer Proteine sowie Fehler bei deren Abbau, die zu Krankheiten führen. Dazu gehören die Zusammenhänge zwischen Proteintransport und Proteinhomöostase. Ihre Forschung trug zur Entdeckung jener Mechanismen bei, die für den Transport und die Reifung von Proteinen in Mitochondrien verantwortlich sind. Es gelang, verschiedene daran beteiligte Proteine und Stoffwechselwege zu identifizieren und zu analysieren. So konnte unter Zugrundelegung der Forschungsarbeiten von Chacińska das Ubiquitin-Proteasom-System, das einen maßgeblichen Einfluss auf viele zelluläre Prozesse hat, entdeckt werden. Bei ihren Forschung bildete die Reaktion der Zellen auf Stress und der Einfluss von Chaperonen einen weiteren Schwerpunkt.